# Big Ben Donovan
Big Ben Donovan es un personaje ficticio que aparece en los cómics estadounidenses publicados por Marvel Comics.
El personaje fue interpretado por Danny Johnson en los programas de televisión Marvel Cinematic Universe Daredevil y Luke Cage, de Netflix.

## Historial de publicación
Big Ben Donovan apareció por primera vez en Luke Cage, Hero for Hire # 14 y fue creado por Steve Engelhart y Billy Graham.

## Biografía del personaje ficticio
Big Ben Donovan es un hombre grande que está cerca de 8 pies. La Sra. Jenks lo contrató para resolver el último de los asuntos del Sr. Jenks. Cuando la Sra. Jenks le estaba dando a Big Ben Donovan la recompensa, fue borracho y fue a buscar a la Sra. Jenks que corrió a la oficina de Luke Cage. Esto llevó a una pelea entre Luke Cage y Big Ben Donovan que terminó con Big Ben Donovan rindiéndose ante el malentendido que se había aclarado. Big Ben Donovan aceptó ayudar a Luke Cage de cualquier manera.
Big Ben Donovan más tarde fue testigo de la confesión de la señora Jenks de matar a un reportero llamado Phil Fox (quien en realidad fue asesinado por Billy Bob Rackham). Luego le informó a Luke Cage sobre la confesión de la señora Jenks antes de que muriera.
Big Ben Donovan actuó como abogado de Claire Temple para limpiarla del cargo de asesinato. Luego continuó trabajando como abogado de Luke Cage hasta que comenzó a trabajar con Jeryn Hogarth.
Big Ben Donovan tenía un hermano llamado Paul que recién se convirtió en el líder de la banda Thunderbolts, donde cometieron el error de luchar contra Maggia por el control de su territorio. Después de que su hermano fue asesinado en la prisión por agentes de Maggia, la cordura del Big Ben Donovan se rompió donde juró venganza a los responsables, comenzando con el asistente del fiscal de distrito William Carver, el hermano de Lonnie. Durante la lucha con William Carver, un francotirador intentó dispararles en el funeral de Lonnie Carver solo para terminar orquestando el evento que convirtió a Bill Carver en Thunderbolt. Luego el Big Ben Donovan secuestró un envío de Maggia que estaba bajo la supervisión de Caesar Cicero. Cuando Big Ben Donovan acudió a Luke Cage en busca de ayuda, derrotaron a los hombres de César Cicerón antes de ser derrotados por Hombre Montaña Marko, quien los llevó a César Cicerón. Antes de que los hombres de César Cicerón pudieran enterrar vivo a Luke Cage, Iron Fist y Thunderbolt llegaron para ayudar a Luke Cage y Big Ben Donovan. Cuando Thunderbolt se dio cuenta de que Big Ben Donovan había asesinado a Lonnie Carver, Thunderbolt se quitó la máscara y avanzó hacia Big Ben Donovan cuando Luke Cage emergió del suelo para invadir. Antes de que Thunderbolt muriera por los efectos secundarios de sus poderes que lo hacían envejecer a un anciano, estaba feliz de saber quién había matado a su hermano.
Big Ben Donovan más tarde estuvo bajo el empleo de Tombstone en el momento en que Tombstone trabajaba para la banda negra serbia Maria. Cuando los Marvel Knights investigaron la actividad criminal, Tombstone envió a Bengal, Big Ben Donovan y Bullet a tratar con ellos. Big Ben Donovan se enfrentó contra Daredevil donde las "mordeduras de viudas" de Viuda Negra lograron derribar a Big Ben Donovan.
Big Ben Donovan fue encarcelado en la jaula donde ganó peso. Luego de que Tombstone fue encarcelado en la jaula, reclutó al Big Ben Donovan, Buscavidas Hipnótico y un segundo Corredor Cohete para ayudarlo contra Canguro. Cuando los tres villanos sujetaron a Canguro para que Tombstone pudiera matarlo, intervinieron los guardias de la prisión. Canguro repelió a sus atacantes, lo que hizo que Big Ben Donovan, Buscavidas Hipnótico y Corredor Cohete II aterrizaran en la enfermería de la prisión.
Se reveló que Big Ben Donovan tiene un hijo llamado Little Ben Donovan que Big Ben Donovan dejó cuando era niño. Se las arregló para poner dinero en el fondo fiduciario de su hijo para que pueda ir a la Universidad de Columbia después de la secundaria. Cuando ocurrió el 11 de septiembre, Eric Slaughter se hizo cargo de la organización criminal en los muelles donde hizo que su secuaz Floyd matara a un trabajador del muelle. El agente Purcell, de un grupo de trabajo deshonesto, encontró al Big Ben Donovan en su prisión y lo obligó a tomar el rap por el asesinato del trabajador del muelle y lo condenaron a muerte o, de lo contrario, le harán daño a Little Ben Donovan.
Cinco días después de su ejecución, Big Ben Donovan fue visitado por Dakota North, donde ella registró su confesión y su conversión al islam. Más tarde recibió la visita de Matt Murdock, quien quería ser su abogado. Matt Murdock expresó su interés en ayudar al Big Ben Donovan a ser absuelto de todos los cargos. Aunque el Big Ben Donovan negó que fuera inocente y luego intentó estrangularse en su celda. Matt Murdock más tarde visitó el Big Ben Donovan en el hospital de la prisión, donde le dijo a Matt Murdock que se retirara. Al llevar a Little Ben Donovan con él, Matt Murdock visitó el Big Ben Donovan y le dijo que Floyd confesó sus crímenes.
Durante la historia de "Shadowland", Big Ben Donovan se reunió con Deadly Nightshade en la Isla Ryker cuando se trata de tratar con los miembros del Flashmob (formado por Chemistro, Cheshire Cat, Comanche, Dontrell "Cockroach" Hamilton, Sr. Pez, y Spear). Mientras que Dontrell Hamilton, el Sr. Pez y Spear fueron liberados, el Big Ben Donovan no pudo asegurar la liberación de Chemistro, Cheshire Cat y Comanche debido a sus órdenes y / o violaciones de libertad condicional.

## Poderes y habilidades
Big Ben Donovan tiene súper fuerza.

### Equipo
En sus primeros días, lucía zapatos de plataforma realmente grandes donde las puntas y los tacones están hechos de acero que le permiten realizar potentes ataques de patadas.

## En otros medios
- Big Ben Donovan aparece en The Avengers: Earth's Mightiest Heroes.  En el episodio "Quién se robo al Hombre Hormiga?", aparece como miembro de la pandilla de Crossfire en el momento en que Cassie Lang es capturada para que Scott Lang pueda pagar la deuda de Crossfire. Durante la reunión de Scott Lang con Crossfire, Luke Cage, Iron Fist y Hank Pym aparecieron donde ayudan a combatir Crossfire. Big Ben Donovan estaba entre los pandilleros derrotados por los héroes.
- Benjamin Donovan aparece en la serie Marvel Cinematic Universe de Netflix, interpretado por Danny Johnson, mientras que su yo más joven es retratado por Chaundre Hall-Broomfield. Esta versión del personaje es un abogado defensor torcido y poco ético en la firma de abogados Donovan y Partners, que representa a criminales de alto perfil y políticos corruptos en el bajo mundo de la ciudad de Nueva York.
  - Donovan hace su debut en Daredevil.[14] En la segunda temporada, él es el abogado principal de Wilson Fisk, así como el consigliere, asumiendo los deberes de James Wesley. Al no poder deshacerse del caso contra Fisk, Donovan le dice a Fisk que su empresa está haciendo todo lo posible para que Fisk obtenga un lanzamiento anticipado de Rikers. También es responsable de administrar los limitados recursos financieros de Fisk.[15] Después de que arrestan a Frank Castle, Fisk hace arreglos para que Donovan soborne a un guardia para que le envíe a Castle una instrucción de lanzar el juicio, aunque Donovan advierte a Fisk que cualquier dinero necesario después de esto tendrá que ser tomado la protección de Vanessa Marianna. Fisk le asegura a Donovan que no necesitará más dinero una vez que se complete este plan. Después de que Fisk arregle la fuga de Frank, Matt Murdock visita a Fisk en la cárcel y Donovan hace que Murdock firme un contrato legal en braille antes de dejar pasar a Matt.[16] En la tercera temporada, los deberes de Donovan como abogado y consigliere de Fisk con su compañero Nicholas Lee organizaron la liberación de su cliente mediante un acuerdo con el FBI como informante para el agente Ray Nadeem a cambio de la seguridad de Vanessa revelando información sobre la Mafia albanesa.  El Hotel Presidencial donde se encuentra el arresto domiciliario de Fisk fue vendido a Donovan y Partners por los Kazemis. Matt interroga a Benjamin sobre la situación con Vanessa hasta que el FBI se acerca.[17] Donovan informa a Fisk que el cuerpo de Murdock no fue encontrado en el taxi que se estrelló en el río. Él y Fisk tuvieron éxito en un trato que exonera a Vanessa como un accesorio. Mientras Fisk repasa la información sobre Benjamin Poindexter, Donovan escucha una cinta de audio que trajo.[18] Donovan estuvo presente durante la conferencia de prensa de Fisk a la que asistieron manifestantes donde se retiraron los cargos y estuvo presente cuando Tammy Hattley revisó las condiciones de Fisk para ayudar al FBI.
  - Donovan también es un personaje recurrente en Luke Cage. En la primera temporada, maneja los asuntos para Mariah Dillard. Representa a Cottonmouth, luego de que Cottonmouth es arrestado por asesinar al compañero de Misty Knight, Rafael Scarfe.[19] Después de que Mariah mata a Cottonmouth, Mariah y Shades atribuyen el asesinato a Luke Cage, y reclutan a Donovan para que represente a Candace Miller y se asegure de que Candace no se desvíe de la historia falsa que Shades le pagó a la policía.[20] En la segunda temporada, se revela que Donovan ha sido el abogado de la familia de la familia Stokes durante más de 25 años, y Mama Mabel pagó su matrícula de la escuela de derecho. Donovan rescata a los asociados de Mariah cuando son arrestados como Arturo Rey "El Ray" Gómez III.[21] Donovan representa a Cucaracha Hamilton cuando Luke demandó por asalto. Por consejo de Foggy Nelson, Luke acepta pagarle a Cucaracha $ 100,000.00 para evitar llevar esta lesión a la corte.[22] Él deja temporalmente a Mariah y Shades como clientes cuando Bushmaster vacía sus cuentas bancarias y quema la casa de piedra de Mariah. En un movimiento sorpresa, luego cambia de lealtad para trabajar para Bushmaster.[23] Donovan los retoma después de que encuentra evidencia de que la adquisición por Bushmaster del dinero de Mariah mediante la tortura de Piranha no fue legalmente vinculante.[24] Cuando arrestan a Mariah, ven a Donovan representando a Mariah en la corte, y más tarde es la que retransmite las órdenes de Mariah para que los testigos sean purgados (aunque él solo lo acepta una vez que su cliente le dice que está específicamente exento). Él permite que Shades lo visite bajo un alias después de un intento. Tras la muerte de Mariah en la cárcel durante la visita de Luke, Donovan lee la voluntad de Mariah a Luke y Tilda Johnson, que deja el Paraíso de Harlem a Luke y el teclado de Cottonmouth a Tilda.[25]